# Xã Carbondale, Quận Lackawanna, Pennsylvania
Xã Carbondale (tiếng Anh: Carbondale Township) là một xã thuộc quận Lackawanna, tiểu bang Pennsylvania, Hoa Kỳ. Năm 2010, dân số của xã này là 1.115 người.